# 輔仁學派
輔仁學派（Fu Jen School），為輔仁大學第六任校長黎建球所推動建構的學術社群計畫，主張以天主教精神為核心發揚真、善、美、聖，發展具有輔大哲學特色的學術風氣，以建立一個結合士林哲學、新士林哲學（Neo Scholastic）、超驗多瑪斯主義(Transcendental Thomism)與中國哲學，融會之後形成的「中華新士林哲學」(Chinese Neo Scholastic Philosophy)。以于斌第一任校長提出的三知論為基礎，其目的是為了類比語言、外推、交談，影響整個西方哲學中文化的翻譯，等跨領域的學術社群。

## 主要貢獻

### 主要學者
- 朱建民 - 中央大學哲學研究所教授
- 李震　 - 教廷宗座聖多瑪斯哲學院院士
- 沈清松 - 加拿大多倫多大學中國思想與文化講座教授
- 孫效智 - 臺灣大學哲學系教授
- 陳文團 - 臺灣大學哲學系教授
- 陳福濱 - 輔仁大學哲學系教授
- 張振東 - 多瑪斯總修院哲學部主任
- 鄔昆如 - 輔仁大學士林哲學研究中心研究員
- 楊世雄 - 政治大學哲學系教授
- 劉千美 - 加拿大多倫多大學東亞系教授
- 潘小慧 - 輔仁大學哲學系教授
- 黎建球 - 輔仁大學哲學系教授與校長
- 錢志純 - 天主教花蓮教區前主教

## 主要刊物
- 《哲學與文化》（月刊）
- 《輔仁宗教研究》（年刊）

## 中華新士林哲學的發展與創新
一、古往今來的成就
中華士林哲學可以劃分為三代：
第一代的貢獻提供文化的交流，初步的將西方的知識傳入中國大陸，神父與平信徒的參與。
第一代中華新士林哲學學者
| 姓名                                                   | 貢獻 | 中華新士林哲學相關著作涵蓋教科書             |
| 羅明堅(Michele Ruggieri) (1543-1607)/ 義大利耶穌會會士 | 寫基天主教信理，包含理性論證、要理介紹、歐洲天文學的科學報告。                                                          | 《天主實錄》（1584）。                       |
| 利瑪竇（Matteo Ricci,1552-1610）/ 義大利耶穌會士       | 探討宗教、哲學、科學，影響徐光啟（1562-1633） 、楊廷筠（1562-1627）、 李之藻（1563-1630）、 王徵（1571-1644）、夏大常。 | 《天主實義》（1603）。 《天主教要》（1605)。 |

　　第二代的貢獻，主要是提供教科書與士林哲學各種學門的中文化工作，在發展上也是一個轉類點，神職人員與平信徒共同努力。主要的貢獻是編輯教科書發表期刊《哲學與文化》、《神學論集》的發表。以下提及的神職人員與學者都是對士林哲學在地化有極大的貢獻的文章與著作。
第二代中華新士林哲學學者
| 姓名 | 貢獻                                                 | 中華新士林哲學相關著作涵蓋教科書 |
| 吳經熊教授， （1898-1986） | 東西方哲學比較、自然法研究                           | 《超越東西方》（北京：社會科學文獻，2002） 《法律哲學研究》（清華大學出版社，2005）。 《哲學與文化》（三民，2006）。 《自然法：一個比較研究》。 《中國哲學中的自然法與民主》。 《自然法與基督文明》。 《自然法比較研究》。 《正義之源泉：自然法研究》（法律出版社 ，2015）。 《禪學的黃金時代》（臺灣商務印書館，1967）。 |
| 姓名 | 貢獻                                                 | 中華新士林哲學相關著作涵蓋教科書 |
| 成世光主教(1915-2012) | 提出天人合一觀                                       | 《閒居隨筆》（臺南市：碧岳學社文化，2010）。 《止於至善》（臺南市：碧岳學社文化，2010）。 《天人之際》（臺南市：碧岳學社文化，2010）。 《鹽齋解讀》（臺南市：碧岳學社文化，2010）。 《教義淺談》（臺南市：碧岳學社文化，2010）。 《瞻禮與聖事》（臺南市：碧岳學社文化，2010）。 《太初有道》（臺南市：碧岳學社文化，2010）。 |
| 王昌祉神父 （1899-1960） | 士林哲學與中國哲學結合                               | 《諸子的我見》（台中市：光啟出版社， 1961）。 《覺悟》（臺中市：光啟，1960）。 《莊子的神祕主義》（Singapore:Tiger Press，n.d）。 |
| 于斌樞機主教(1901-1978) | 提出三知論                                           | 《于樞機最近言論集：文化教育與宗教》（台北縣 新莊市：輔仁大學，1972）。 《三知論》（台北：自由太平洋，1965）。 〈無形勝有形（附錢序：于斌樞機之中 心思想）〉，《哲學論集12(1979):1-24。 《中華文化與天主教》（台中市：華明，1970）。 |
| 高思謙神父 (1906-1983) | 倫理學比較                                           | 《中外倫理哲學比較研究》（臺北：中央文物供應 社，1984）。 |
| 葛慕蘭神父 (1907-1977 ) | 形上學中文化                                         | 《形上學》（台北縣新店鎮：先知，1974）。 《西洋中世紀哲學史綱》（台北市新莊市：輔仁大 學1977）。 |
| 羅光主教 （1911-2004） | 中西形上學比較，完成形上生命哲學建構                 | 《理論哲學》(香港：公教真理學會，1961)。 《歷史哲學》（台北市：台北商務，1973）。 《士林哲學－實踐篇》（臺北市：先知出版社， 1976）。 《儒家生命哲學的形上和精神意義》（台北縣：輔 仁大學出版社，1980）。 《中西法律哲學之比較研究》（台北市：中央文物 供應社，1983）。 《生活的修養與境界》（台北縣：輔仁大學， 1987）。 《儒家形上學》（台北縣：輔仁大學出版社， 1991）。 《王船山形上學思想》（台北縣：輔仁大學出版 社，1993）。 《生命哲學再續編》(台北市：臺灣學生，1994)、 《愛心滿宇宙》（台北縣新莊市：輔仁大學， 1995）。 《羅光全書》42冊(台北市：臺灣學生書局， 1996) 《生命哲學綱要》（台北縣新莊市：輔仁大學出版 社，1999） 《生命哲學美學》（臺北市：臺灣學生，1999） 《形上生命哲學》（臺北市：臺灣學生，2001） 〈儒家天人合一論〉，《哲學與文化》33 （2000）:1-30。 《中西天人合一論》（臺北縣新莊市：輔仁大學出 版社，2001）。 |
| 甘易逢神父（Yvese Raguin） (1912-1998) | 宗教對話、密契論、在地化靈修－亞洲默觀。開創中國靈修 | 《活潑的靜觀》（光啟出版社，1978.9） 劉河北譯，《神之深處》(台中市：光啟，1982)。 陳寬薇譯，〈司鐸靈修〉《神學論集》53(1982)。 李哲修譯，〈高齡神修〉《神學論集》59(1983)。 陳寬薇譯，〈亞味拉聖德蘭與東方的神祕經驗〉 《神學論集》59(1984)。 李哲修譯，〈靜觀的培育〉《神學論集》59(1984)。 明鏡譯《靜觀蹊徑》（光啟文化事業，1988）。 明鏡譯，《淺談佛學：天主教徒的觀點》（台中市：光啟，1994）。 姜其蘭譯，《靜觀與默座之一》（光啟文化事業，1996）。 姜其蘭譯，《靜觀與默座之二》（光啟文化事業，1997）。 姜其蘭譯，《靜觀與默座之三》（光啟文化事業，1999）。 姜其蘭譯，《靜觀與默座之四》（光啟文化事業，2001）。 |
| 趙雅博神父（1917-2015）、 | 倫理學教科書                                         | 《中外基本道德論》（臺北：正中書局，1994）。 《中外特殊倫理學》(臺中：衛道高級中學，1995)。 |
| 王臣瑞神父 (1921-2013) | 編輯知識論與倫理學教科書                             | 《倫理學：倫理與實踐》（臺北市：臺灣學生書局，1980）。 《知識論:心靈與存有》（臺北市：臺灣學生，2000）。 |
| 姓名 | 貢獻                                                 | 中華新士林哲學相關著作涵蓋教科書 |
| 柴熙神父(Fr Albert Czech) | 邏輯與認識論教科書                                   | 《哲學邏輯》(台北市：台北商務，1972)、 《認識論》（上海：商務，1949）。 |
| 袁廷棟神父（1923-1991） | 將新士林哲學引入。                                   | 《普通倫理學》（臺中：光啟出版社，1969） 《哲學心理學》（新北市：輔大書坊，2014） |
| 項退結教授 （1923-2004） | 提出士林哲學與當代哲學的研究                         | 《中國哲學的一個特點與存在真理》（台北縣新莊市：輔仁大學，1972）。 《人之哲學》（中央文物出版社，1982） 《七十浮跡：生活體驗與思考》（台北市：三民，1994）。 《中國人的路》（台北市：東大，1988）。 《邁向未來的哲學思考》（台北市：東大圖書，1988）。 〈中國古代的「義」、「均」、「分」與多瑪斯的正義觀〉，《哲學與文化》227（1993）。 〈士林哲學與當代哲學的融合〉，《哲學與文化》250(1995 )：204-206。 〈士林哲學與當代哲學〉，《哲學論集》28（1995）:161-187。 |
| 周克勤神父 （1925-2007） | 發展倫理學與翻譯《神學大全》。                       | 《道德觀要義》上中下三冊(臺北：臺灣商務印書館，1970)。 翻譯《神學大全》高旭東、陳家華譯，共19本（台南市：碧岳學社，2008）。 |
| 錢志純神父 （1926-2009） | 哲學與文化的交談，編輯理則學教科書                   | 《哲學宗教與中國文化》（臺北縣新莊市：輔仁大學，1983）。 《理則學》（輔大出版社，2006）。 |
| 張振東教授 （1927-2020） | 士林哲學教科書。 中西知識論比較                      | 《中西知識學比較研究》（臺北市：中央文物供應社，1983）。 《士林哲學基本概念（一）》（學生書局，1994） 《士林哲學的基本概念－（二）宇宙論與形上學》（學生書局，1993）。 《士林哲學的基本概念－（三）認識論與理性心理學》（學生書局，1981）。 |
| 李振英（李震）神父(1929-2023) | 探討知性形上學與宇宙論                               | 《基本哲學探討》（台中市：光啟，1969） 《中外形上學比較研究》上下兩冊（台北市：中央文物供應社，1982）。 |
| 姓名 | 貢獻                                                 | 中華新士林哲學相關著作涵蓋教科書 |
| 張春申神父/耶穌會士 （1929-2015） | 中國神學、 中國靈修開拓先鋒、提出「一體範疇」        | 〈位際範疇的補充：一體範疇；中國神學的基本商榷〉，《神學論集》32（1977）。 〈中國教會與基督論〉，《神學論集》37（1978）。 《中國教會的本位化神學》（台北市：光啟文化，1979）。 〈中國人的氣論與神學上的幾個課題〉，《神學論集》：53（1982）。 〈利瑪竇與教會本位化〉，《神學論集》56（1983）。 《中國化靈修》（香港：思維，1989）。 〈中國天主教與普世教會的共融：儒家與基督信仰〉，《鼎》86（香港：聖神研究中心，1995）。 《中國大陸天主教：牧靈與神學反省》（台北市：上智，1997）。 《中國靈修芻議》（台中市：光啟文化，1978）。 〈中國教會的時代訊號〉，《神學論集》88（1991）。 〈于斌樞機與輔仁大學：教育理念的泉源與大學使命的實踐〉，《神學論集》128（2001）。 〈和好與對話：基督徒參與廿一世紀的台灣生活〉，《神學論集》124/125（2000）。 〈基督論本位化的嘗試〉，《神學論集》133（2002）。 |
| 房志榮神父/耶穌會會士 （1930-2021） | 聖經神學與中國哲學及本地化教會探討                   | 〈建設教會的意義及其在啟事中的根據〉，《神學論集》27（1976）:17-28。 〈在華人中談釋經學〉，《神學論集》40（1979）:245-258。 〈儒家思想的天與聖經中的上帝比較〉《神學論集》31（1977）:385-412。 〈聖經的默觀與東方的禪觀〉，《神學論集》37（1978）:377-392。 〈分辨神類的神學〉，《神學論集》45（1980）:385-412。 〈建設中國地方教會正確觀念及所面臨的困難〉，《神學論集》50（1981）:519-538。 〈第三世界神學家大公協會－第二屆亞洲神學會 議〉，《神學論集》62（1984）:571-879。 〈「本位化」的神學－－在亞洲及拉丁美洲〉，《神學論集》67(1986）:103-129。 〈中國語文的象徵與禮儀〉，《神學論集》68/69 （1986）：243-269。 陳德光合著〈中國人對聖經的看法〉，《神學論集》204/205（2020）。 |
| 姓名 | 貢獻                                                 | 中華新士林哲學相關著作涵蓋教科書 |
| 谷寒松 (Gutheinz,Luis) 神父/耶穌會會士 (1933-) | 關係形上學與系統神學的研究 神學新潮流研究            | 〈今日之亞洲神學：在何處？做何事〉，《神學論 集》43（1980)。 《英漢信理神學詞彙》，（台北：光啟，1986）。 《天主論‧上帝觀》，趙松喬合著，（台北：光啟，1992）。 《從實體形上學到關係形上學：與項退結教授的形上學對話》（台北市：光啟文化，2007）。 《天主論．上帝觀》（臺北：光啟，1994）。 《基督信仰中的生態神學》廖湧祥合著（臺北：光啟，1994）。 《基督宗教外語漢語神學詞語彙編 A Foreign Languages-Chinese Christian Theological Lexicon of Terms and Persons》（台北：光啟，2005）。 《神學辭典》，（台北：光啟，1996）。 《神學中的人學》，（台北：光啟，1996）。 《谷寒松神學論文選集》（臺北：光啟，2007）。 〈天主聖言與生態關係〉，《神學論集》158(2009)。 〈天主聖三與今日全球化和好〉，《神學論集》127（2001）。 〈利瑪竇的傳教特質〉，《神學論集》158(1983)。 |
| 田默迪(Fr. Mattias Christian)/神父 （1941-2020） | 文化交談與法律哲學比較                               | 《中西文化的交談》（臺北新莊市：輔仁大學，2004）。 《東西之間的法律哲學：吳經熊早期法律哲學思想之比較研究》（北京：中國政法大學，2004）。 |
| 第三代中華新士林學學者，成員中接受過比利時、法國、德國、受新士林哲學輯新哲學影響，接續研究第二代學者的貢獻，語言的類比，跨文化的哲學、宗教交談，將士林哲學的愾念與理論中文化，擔任起教學的重任，逐漸朝著中華新士林哲學的理論完成發展，完成形上學、認識論、心理學、倫理學、美學、神學，奠定基礎。 第三代中華新士林哲學學者 |                                                      | |
| 姓名 | 貢獻                                                 | 中華新士林哲學相關著作涵蓋教科書 |
| 高凌霞修女 | 狄奧尼修、阿奎納．多瑪斯、士林哲學、新士林哲學       | 甘易逢、高凌霞著〈神修生活中神的一「在」一 「缺」〉，《神學論集》13（1972）。 〈士林哲學的式微〉，《哲學與文化》263（1996） 〈基督宗教哲學人類學的方法〉，《哲學與文化》277/278(1997)。 〈第五屆士林哲學與當代哲學學術研討會－－密契思想之評論〉，《哲學與文化》274（1997）。 〈第六屆士林哲學與當代哲學學術研討會－－方法論之評論〉，《哲學與文化》277/278（1997）。鄔昆如 著 高凌霞 譯《士林哲學》（五南圖書出版，1997）。 〈馬里旦論密契思想（暨中英文摘要）〉，《哲學論集》35（2002）。 〈多瑪斯論「去障之路」（The Apophatic Way）〉，《哲學與文化》367（2004）。 〈多瑪斯的形上學與基督宗教哲學（暨中英文摘要）〉，《哲學論集》38(2005)。 〈馬里旦論密契經驗〉《輔仁宗教研究所》16（2017）。 〈從《天主之城》論奧斯定的歷史觀〉，《哲學與文化》552（2017）。 |
| 武金正(Vu Kim Chinh)神父 （1948-2023） | 現象學、 宗教交談與在地化哲學與神學詮釋              | 《人與神會晤：拉內的神學人觀》（台北市：光啟，2008）。 〈拉內人學與方東美生命哲學對談：基督信仰普世神觀在中國〉，《神學論集》123(2002)。 〈啟示與醒悟的奧秘之道〉，《輔仁宗教研究》7（92.06）：45-74 《解放神學上下》（台北市：光啟文化，2009）。 〈卡爾．拉內(Karl Rahner)與若望保祿二世(John Paul Ⅱ)的身體神學〉，《輔仁宗教研究》 13（2013.03）1-23。 〈拉內的人類學與身心靈的治療〉，《輔仁宗教研究所》14（2007.02）：13-32。 〈生命觀和解放人本論〉，《輔仁宗教研究》18 (2009 / 03 / 01)，19-39。 “Karl Rahner’s encounter with mystery (An abstract)”，《哲學與文化》274(1997)。 〈拉內的存在性徵倫理〉《哲學與文化》259(1995)。 〈天主教社會思想中的全球化議題〉《神學論集》147（2006）。 〈解放神學與全球化〉，《見證》413(2010)。 〈當代哲學和神學相關問題－－以海德格和拉納為例〉，《哲學論集》31(1998)。 〈從哲學觀點論宗教、神學和宗教學相關問題（暨中英文摘要）〉，《哲學論集》35(2002)。 |
| 曾仰如教授(1935-1991) | 編寫倫理學教科書與形上學教科書                       | 《倫理哲學》(臺北：台灣商務印書館，1985)。 《形上學》（臺北市：臺灣商務，1985）。 《社會倫理學》(臺北：空大出版社，1989)。 《十大哲學問題之探微》（台北縣新莊市：輔仁大學，1991）。 《宗教哲學》（臺北市：台灣商務，1999）。 |
| 鄔昆如教授（1933-2015） | 倫理學、形上學、中西比較哲學                         | 《倫理學》(臺北：五南圖書出版公司，1993)。 《形上學》(台北市：五南，2004)。 〈知性形上學的傳承與創新〉，《哲學論集》31（1998）:1-15。 〈從人際關係看天、人、物與位格－－比較中西哲學對人的定位〉，《哲學與文化》18.11[210]（1991）:986-994。 〈從「三知論」看當代中西文化的融通〉，《哲學與文化》8.3(1981):22-25。 |
| 黎建球教授 （1943-） | 發展哲學諮商                                         | 〈儒家生命哲學中的超越觀〉，《哲學與文化》18:2/3=201/202(1991):119-127。 《身心靈整合之處遇》（新北市：輔大書坊2014）。 〈台灣士林哲學的視域與融合〉，《哲學與文化》42.7[494]（2015）:5-20。 〈于斌樞機的三知論與天主教大學精神〉，《哲學與文化》45.12:[535]（2018）:21-36。 《哲學諮商論文集》（輔大出版社，2019）。 |
| 關永中教授（1945-） | 研究朗尼根的知識論                                   | 《知識論（一）－古典思潮》（五南2008）。 《知識論－近世思潮》（五南2008）。 〈當代士林哲學所提供的一套神秘經驗知識論--與馬雷夏懇談〉，《哲學與文化》286（1998）。 |
| 陳文團教授(1948-) | 天主教哲學、詮釋學                                   | 〈吳經熊的比較方法〉，《哲學與文化》27.7[314](2000):625-635+701。 〈李震的宗教哲學－－關於上帝存在的問題〉，《哲學與文化》26.10[305](1999):945-961＋999。 John Wu’s comparative method (An abstract) 哲學與文化314(2000)。 “Is Chinese Humanism Atheistic ?”Proceedings of the International Symposium on Chinsese-Western Culture Interchange.Taipei:FujenUniversity,1983.11, pp.745-77 “Überlegungen zu einer asiatischen Theologe,”Zeitchriftfür Missionswissenchaft und Religeonswissenschaft 2/3(1986):172-179. Vincent Shen, Tran Van Doan , “Morality, metaphysics, and Chinese culture” Washington, D.C. : Council for Research in Values and Philosophy, c1992. “The Mystical Experiences of Reality,”Prajna Vihara-Journal of Philosophy and Religion 3.1(2002):1-21 “The God of Chinese Humanism,”Filosofia32.2(2003):192-210. “The Ideals: Pluralistic Culture and Social Progtess,” Vihara-Joural of Philosophy and Religion 6.2(2005.7):25-42. “The Claim of turm and the Claim of Freedom in Religion,”Melintas- An Intermatoanl Journal of philosophy and Religion,”23.2(2007):153-170. “Republished in Bambang Sugihato and Roy Voragen eds., Overlapping” Territiories:Asian Voice on Culture and Civilization. Cambridge Scholars Publishing, （2011）,pp.51-66. “A Confucian-Christian Understanding of Human Dignity,”in Edward Joseph Alam, ed , Christianity, Culture , and the Contemporary World :Challenges and New Paradigms. Lebanon:Notre Dame University Press, (2009), pp.67-78. “Harmony as a Category of Asian Ethics and Theology ,”Sino-Cristian Studies –An International Journal of Bible , Theology & Philosophy 7 (2009):43-66. “Chinese Theology Reconsidered,”Theologies and Cultures IX.1(2012):37-52. “The Radical Hermeneutics of Matteo Ricci,” Theology and Philosophy 22(2013):199-230. |
| 沈清松教授（1949-2018） | 提出慷慨外推、邁向多元他者的理論、跨哲學比較         | 〈從西洋當代思潮看中華文化前途(上)〉《哲學與文化》8.2(1981): 12-20。 〈從西洋當代思潮看中華文化前途(下)〉，《哲學與文化》8.5(1981):29-35。 〈當代思想方法的語言哲學基礎〉《哲學與文化》9.1（1982）：13-25。 〈詮釋學的變遷與發展〉，《鵝湖月刊》 9.3(1983): 18-24。 “The Problem of Meaning in Narrative and Ricoeur's Hermeneutics”,in The National Chengchi University Journal, Vol.48,(1983),pp.33-49. 《解除世界魔咒 -- 科技對文化的衝擊與展望》(台北:時報出版，1984)。 〈中西文化之融合與當代中國哲學〉，《政治文化》4(1986):29-41。 〈本性與個體:論吳經熊之自然法觀〉，《哲學與文化》14.1(1987):11-14。 〈解釋、理解、批判--詮釋學方法的原理及其應用〉收入《當代西方哲學與方法論》, （台北，三民書局，1988）。 〈 對比哲學、懷德海與易經〉，《人文社會科學論文集,》（台北:聯經，1988）:187-200。 〈邁向美的存有論--莊子論美〉 收錄《政治大學哲學叢刊(一)》：117-131。 〈莊子的人觀〉，《哲學與文化》14.6(1987):13-23。 〈中世哲學精神與中國哲學精神的會通〉，《哲學與文化》11.10，(1994):10-16。 《為現代文化把脈》，(台北:光啟出版社，1985) 《物理之後 -- 形上學的發展》，(台北:牛頓出版社，1987)。 〈存有與人性--祁爾松論中世哲學精義〉，《哲學與文化》15.9 (1988) :606-608。 〈老子的形上思想〉，《哲學與文化》 15.12(1988):814-822。 〈中國哲學的未來展望〉，《哲學與文化》 18.5(1991):392-400。 〈儒學與基督宗教的會通〉，《哲學與文化》18.12 (1991):1075-1086 〈老子的知識論〉，《哲學與文化》20.1(1991): 98-107。 Confucianism, Science and Technology, -- A Philosophical Evaluation, in Confucian-Christian Encounters in Historical and Contemporary Perspective, edited by Peter K.H.Lee,( New York: The Edwin Mellen Press, (1991)pp. 369-388. “Creativity as Synthesis of Contrasting Wisdoms”; An Interpretation of Chinese Philosophy in Taiwan since 1949, in Philosophy East and West, Vol. 43, No. 2,Hawaii,(1993). Annaherung an das taoistische Verstndnis von Wissenschaft. Die Epistemologie des Lao Tses und Tschuang Tses, in F.Wallner,J.Schimmer, M.Costazza, editors, Grenzziehungen zum Konstruktiven Realismus,Wien : WUV Universittsverlag, (1993). 沈清松 《詮釋與創造--傳統中華文化及其未來發展》（台北:聯經出版公司，1995）。 沈清松 〈創造性的對比與中國文化的前景〉收入《詮釋與創造》（台北:聯經，1995）: 329-354。 Philosophy of Science and Education : Chinese and European View, Edited by Vincent Shen, Tran Van Doan and Fritz Wallner, Washinton : Council for Research in Values and Philosophy, （1995）. 〈莊子的道論--對當代形上困惑的一個解答〉，《國立政治大學哲學學報》創刊號（1994）:19-34。 Confucianism, Taoism and Constructive Realism (Vienna : Vienna University Press, 1994). 〈科學新典範探索--一個立基於中國哲學的思考〉，《哲學雜誌》11(1995):184-205。 〈德行倫理學與儒家倫理思想的現代意義,〉，《哲學與文化》22.10(1995)。 Ultimate Reality and the Experience of Nirvana: Salvation in Christianity, in Pro Dialogo, Bulletin 90(Vatican :Pontificium Consilium pro Dialogo inter Religiones,( 1996),pp.312-325. 《追尋人生的意義—自我、社會與價值觀》(台北:台灣書店,1996.10)。 L'idee de la creation dans la pense taoiste, in Creation et Evenement : Autour de Jean Ladriere, Louvain-Paris:Edition Peeters, （1996）,pp.345-358. Contrasting Chinese Traditional Science with Western Modern Science, in Von der Einheit des Wessens zur Vielfalt der Wissensformen, ／Erkenntnis in Philosophie, Wissenschaft und Kunst, edited by F.Wallner and B.Agnese, Wien:Wilhelm Braumuller, （1997）pp.29-40 〈覺悟與救恩──佛教與基督宗教的交談〉，《哲學與文化》24 .1 (1997): 2-19。 〈表象、交談與身體──論密契經驗的幾個哲學問題〉，《哲學與文化》24.3 (1997):262-274。 〈覺悟與救恩──佛教與基督宗教的交談〉Hawaii:International Review of Chinese Religion and Philosophy,Vol.2 March (1997) ,pp.111-138。 〈復全之道──意義、溝通與生命實踐〉，《哲學與文化》24.8(1997) :725-737。 Vincent Shen and Georgette Wang, East, West, Communication and Theory:Searching for the Meaning for Searching for Asian Communication Theories, in Asian Journal of Communication, Vol.10,number 2, Singapore, （2000）, pp.14-32. Towards a General Methodology of Interpretation in Science, Chapter 4 in Interpretative Processing and Environmental Fitting,Vienna : Braumuller, （2000）, pp.53-64. Representation, Dialogue and Body, --Some PhilosophicalProblems of Mysticism, Chapter 12, in Science, Humanities, and Mysticism—Conlemetary Perspectives, Vienna : Braumuller, (2000), pp.123-140. 〈建構體系與感謝他者--為朱子辭世八百年而作〉《哲學與文化》28.3(2001): 193-205。 Metaphor and Concept in Religious Narrative, in Inter-Religio Bulletin, No.39, Summer ,（2001）, pp.3-27. Spirit of Taoism, in Peranakan Culturele Vriendenkring 1986-2001,Amstelveen,（2001）, pp 33-44. 〈從解構到重建--民國以來價值體系的變遷與展望〉，《哲學與文化》28.12,(2001):1-15。 Vincent Shen and Wen-Sheng Wang, edited with preface by Vincent Shen, Chinese Philosphy beyond the Twientieth Century, Taipei: Wunan Publishing Co,（2001）. 《跨世紀的中國哲學》（台北，五南圖書出版公司，2001）。 〈盈溢於主體性與相互性之外--對中、西哲學「慷慨」之德的省思〉，收入《哲學與中西文化:反省與創新論文集》（台中:東海大學哲學系出版，2001）。 《對比、外推與交談》(台北:五南圖書出版公司2002)。 汪琪、沈清松、羅文輝〈華人傳播理論:從頭打造或逐步融合? 〉《政治大學新聞系》（2002）：1-15。 Vincent Shen and Ven-hwei Lo, Chinese Communication Theory: Mission Impossible? In Mass Communication Research, No. 70, Taipei: Department of Philosophy, National Chengchi University, （2002）, 01, pp. 1-15. “Ethical Considerations on Human Cloning” Philosophia--International Journal of Philosophy, Manila: Philippine National Philosophical ResearchSociety, （2002）, pp. 2-15. Chen Daqi(Ch’en Ta-ch’I), in Encyclopedia of Chinese Philosophy, edited by Antonio S. Cua, New York: Routledge, （2003）, pp. 29-32. Classical Daoism, in Encyclopedia of Chinese Philosophy, edited by Antonio S. Cua, New York: Routledge,（ 2003）, pp. 206-214. Fang Dongmei(Thome H. Fang) in Encyclopedia of Chinese Philosophy, edited by Antonio S. Cua, New York: Routledge, （2003）, pp. 249-252. Laozi(Lao Tzu) in Encyclopedia of Chinese Philosophy,edited by Antonio S. Cua, New York: Routledge,（ 2003）, pp.355-361. Metaphysics, in Encyclopedia of Chinese Philosophy,edited by Antonio S. Cua, New York: Routledge,（ 2003）, pp. 449-452. Philosophy: Recent Trends in Taiwan, in Encyclopedia of Chinese Philosophy, edited by Antonio S. Cua, New York: Routledge,（ 2003）, pp.608-613. Ren(Humanity), in Encyclopedia of Chinese Philosophy, edited by Antonio S. Cua, New York: Routledge,（2003）, pp. 643-646. Yang Zhu(Yang Chu), in Encyclopedia of Chinese Philosophy, edited by Antonio S. Cua, New York: Routledge,（ 2003）, pp. 840-842. Zhenren(Chen-jen) in Encyclopedia of Chinese Philosophy, edited by Antonio S. Cua, New York: Routledge,（2003）, pp. 872-874. 《大學理念與外推精神》(台北:五南2004) 《對他者的慷慨:中華文化、基督宗教與外推》(香港:香港中文大學2004)。 《沈清松自選集》（濟南：山東教育出版社，2005）。 〈當代中華新士林哲學與現代性困境的超克〉，《哲學與文化》37:11[438](2010):5-22。 Vincent Shen and Kwong-loi Shun, Confucian Ethics in Retrospect and Prospect, (Washington DC: Council for Research in Value and Philosophy, (2008). 《中世紀哲學精神》（上海:世紀出版集團2009.01 )。 《跨文化哲學與宗教》 (台北: 五南 2012.3)。 〈論形上學的起點：超驗多瑪斯主義與中國哲學〉，《哲學與文化》41.9[484](2014):3-23。 《從利瑪竇到海德格爾: 跨文化脈絡下的中西哲學互動》（台北:台灣商務印書館2014）。 Dao Companion to Classical Confucian Philosophy, Dordrecht,Heidelberg: Springer, (2014). 《跨文化哲學論》，（北京;人民出版社2014）。 主編《中華現代性的探索:檢討與展望》（台北,政大出版社2014）。 Chinese Spirituality and Christian Communities : A Kenotic Perspective, Washington DC: Council for Research in Values and Philosophy, (2015). 〈于斌論終極真實與宗教交談〉，《于斌樞機之哲學、教育與教會理想－于斌樞機逝世四十週年紀念與展望學術研討會》，(2018.10)：25-40。 《士林哲學與中國哲學》（北京：商務印書館，2018）。 |
| 劉千美教授 | 發展美學                                             | 〈臺灣新士林哲學的美學轉向〉，《哲學與文化》42.7[494](2015):75-90。 〈系統與超越趙博雅的美學思維〉，《哲學與文化》44.9[520](2017):37-53。 〈慷慨外推與多元他者：沈清松與中華新士林哲學〉，《哲學與文化》46.11[546]（2019）:37-50。 |
| 陳德光教授（1952-） | 發展密契論                                           | 《艾克哈研究》（輔大書坊2013） 〈沈清松教授對天主教思想本位化貢獻〉，《哲學與文化》46.11[546](2019.11):23-36。 〈生命教育的內容與方法－－輔仁大學特色的觀點〉，《哲學與文化－天主教教育與現代世界：《天主教教育宣言》公布五十周年專題》43:2=501。（2016.02）:39-56。 |
| 汪惠娟副教授 | 研究羅光                                             | 〈羅光總主教生命哲學之形上學〉，《哲學與文化》200（1991）。 〈羅光總主教生命哲學中理解上的可能論辯（暨英文摘要）〉，《哲學與文化》369(2005)。 〈創生力在羅光生命哲學中的發展〉，《哲學與文化》201/202(1991)。 〈羅光對儒家「宗教哲學」的闡釋與建構〉，《哲學與文化》556(2020)。 |
| 李匡郎副教授 | 研究吳經熊、羅光                                     | 〈吳經熊博士思想中之道德史觀研究〉，《哲學與文化》266（1996）。 〈羅光生命哲學之生命義初探〉，《哲學與文化》244（1994）。 |
| 黃藿教授 | 研究項退結                                           | 〈導言：項退結教授的精神遺產〉、〈項退結教授的存在哲學研究〉，《哲學與文化》376(2005)。 |

　　　　　第三代的中華新士林哲學的學者有當過修士，且發展特色都是以期刊《哲學與文化》、研討會發表研究專書、《輔仁宗教研究》這時期的學者大多以教學及發展中華新士林哲學與新士林哲的關聯，研究密契論。這時期的學者主要是以應用及歷史陳述為主，大部分與第二代學者有師承關係，第三代學者繼承第二代學者的天主教哲學精神。第三代以後的平信徒學者的部分發展較多元，這時期的學者多以研究二代學者及三代學者為主，有的都還在接受栽培。
| 近代學者研究的貢獻 | |
| 蘇嫈雰助理研究員   | 〈中華新士林哲學與中國哲學交談：以夏大常〈性說〉 〈于斌三知論為例〉，《哲學與文化》46:3(2019)：135-150。 |
| 陳文祥副教授       | 〈于斌樞機所倡之《三知論》所透顯之知識論與自然神學〉，《哲學與文化》45.12[535](2018):51-66。 《新士林哲學的超驗進路－－馬雷夏、拉內與朗尼根》（輔仁大學出版社，2020）。 |
| 何佳瑞副教授       | 〈我在多元他者中？多元他者在我中？從士林哲學、西方哲學與中國哲學觀點探討外推（strangification）理論對封閉主體性的克服〉，《哲學與文化》46.11[546](2019.11):67-88。 〈天主教思想中國化：于斌樞機教育理念跨文化交談進路〉，《哲 學與文化》47.6[553](2020.6):39-58。ｊ 主編《臺灣士林哲學口述歷史》（輔大書坊，2015.12）。 主編《臺灣士林哲學理論發展》(輔大書坊，2015.12)。 |
| 鄭維亮博士         | 《中國氣神學發展芻議》（輔仁大學宗教叢書2，2003）。 《基督氣論芻議》（輔仁大學出版社，2011.1）。 《新福傳：無所不在的基督》（輔大書坊，2013）。 〈《神學大全》：天主聖化人類歷程〉，《哲學與文化》431（2007）。 〈王昌祉論士林哲學與天主教思想本地化〉438(2010) 〈初探輔仁學派使命－從基督宗教終極歷史切入〉，《輔仁宗教研究》21（2010）。 〈中國氣神學本地化、國際化、宇宙化的神學〉，《神學論集》[176/177] （2013）。 |
| 周明泉副教授       | 〈慷慨外推、邁向多元他者的沈清松教授〉（Generous Strangification and Toward Many Others: Professor Vincent Shen），《漢學研究通訊》，第38卷第1期，總149期（2019.2），頁35-42。 〈論後世俗的社會正義：天主教社會哲學的觀點〉，《哲學與文化月刊》第四十五卷第八期，第531期，台北：哲學與文化雜誌社，頁51-68。 〈論當代中華新士林哲學的關係存有學之轉向：以沈清松的天主教社會哲學為例〉，《哲學與文化》46.11[546](2019):87-106。 《邁向多元他者：當代中華新士林哲學及其他展》（Toward Multiple Others. Contemporary Chinese Neo-Scholasticism and Its Future），周明泉主編，台北市：輔大出版社，2021.02 |
| 潘小慧教授         | 〈台灣新士林哲學的倫理學發展：從高思謙、羅光、周克勤談起〉，《哲 學與文化》42.7[494](2015):55-73。 |
| 鄧元尉教授         | 〈沈清松的多元他者列維納斯的第三者之對比〉，《哲學與文化》46.11[546](2019):121-139。 |
| 李彥儀教授         | 〈當代中華新士林哲學視域中的「宗教交談」論述—以沈清松先生「相互外推」模式為核心的展開〉，《哲學與文化》46.11[546](2019):141-163。 |
| 李秀華             | 〈中華基督徒靈修深根之道〉，《神學論集》179（2014.4）:68-93。 |
| 鄭凱倫             | 〈中華新士林哲學密契論－－以「空」探討內在超越〉，《輔仁宗教研究》38(2019):97-112。 |

　　彙整出中華新士林哲學的貢獻，目前沒有屬於台灣的經驗與研究，走不進台灣生活經驗，但卻反應世界華人普遍的經驗。

## 外部連結
- 輔大研發處：輔仁學派 （页面存档备份，存于）
- 輔仁學派手冊：知人篇[永久]
- 輔大新聞網：輔仁學派　跨領域學術合作社群 （页面存档备份，存于）
- 天主教輔仁大學* （页面存档备份，存于）
- 辅仁大学校长：重建中国人文精神 （页面存档备份，存于）